# From Here to Eternity (chanson)
Pour les articles homonymes, voir From Here to Eternity.
Singles de Iron Maiden
Be Quick or Be Dead Wasting Love
From Here to Eternity est un single du groupe de heavy metal britannique Iron Maiden.
C'est le quatrième morceau de la saga « Charlotte the Harlot ».

## Pistes
1. From Here to Eternity − 3:37
2. Roll Over Vic Vella 3:50
3. I Can't See My Feelings 4:48
4. Public Enema Number One (live) 4:24
5. No Prayer for the Dying (live) 3:57

## Crédits
- Bruce Dickinson – chant
- Dave Murray – guitare
- Janick Gers – guitare
- Steve Harris – basse
- Nicko McBrain – batterie

Cette musique est une référence au film de Frank Zinnemann du même nom[réf. nécessaire]